# Henri Steinmetz
Henri Steinmetz (geboren in Halle/Saale) ist ein deutscher Filmregisseur und Casting Director.

## Leben
Steinmetz studierte an der Burg Giebichenstein Kunsthochschule Halle sowie an der Filmakademie Wien Regie bei Michael Haneke und Kamera bei Christian Berger.
Steinmetz widmete sich in Krankheit der Jugend (2007) Medizinstudenten und ihrer Gruppendynamik. Mit seinem Spielfilm Uns geht es gut (2015) schuf er das Porträt einer Teenager-Gruppe, die ihren Platz im Leben sucht. Der Film wurde von X Filme produziert und feierte seine Premiere auf dem Zurich Film Festival.
Steinmetz ist als Casting Direktor tätig, so für die Spielfilme Rimini (2022), Sparta (2023), Sonne und Des Teufels Bad (2024).

## Filmografie
Regie
- 2005: Das verhangene Bild
- 2007: Krankheit der Jugend
- 2008: Bazgasht
- 2015: Wer nie sein Brot mit Tränen aß
- 2016: Uns geht es gut

Casting
- 2024: Des Teufels Bad
- 2023: Luden
- 2023: Böse Spiele – Rimini Sparta
- 2022: Sparta
- 2022: Sonne
- 2022: Rimini
- 2018: The Field Guide To Evil